# ASIAN TOUR 1994 LIVE IN HONG KONG
『ASIAN TOUR 1994 LIVE IN HONG KONG』（アジアン・ツアー 1994 ライブ・イン・ホンコン）は、CHAGE and ASKAのコンサート・ツアー及びライブ・ビデオ。2019年に『CHAGE and ASKA LIVE DVD BOX 4』のうちの1枚として発売された。発売元はヤマハミュージック。

## 背景
1994年4月29日から5月21日にかけ、コンサート・ツアー「ASIAN TOUR 1994」が行われた。そのコンサート・ツアーの模様の一部が1999年にファンクラブ限定で発売された映像作品『史上最大の作戦 THE LONGEST TOUR 1993-1994』に収録されていた。そしてその後、『CHAGE and ASKA LIVE DVD BOX 4』の1枚として初めてDVD化された。

## リリース
完全受注生産で期間限定発売となった「CHAGE and ASKA LIVE DVD BOX 4」には「ASIAN TOUR 1994 LIVE IN HONG KONG」のほかに「CHAGE&ASKA CONCERT TOUR 電光石火 〜TUG OF C&A PRESENTS PREVIEW in 幕張メッセ〜 Aug.1999」「CHAGE&ASKA LIVE IN KOREA 韓日親善コンサート Aug.2000」も収録されている。

## 収録曲
1. 〜Opening Movie〜
2. 夜明けは沈黙のなかへ
作詞・作曲：ASKA
3. なぜに君は帰らない
作詞・作曲：ASKA
4. GUYS
作詞・作曲：ASKA
5. CATCH & RELEASE
作詞・作曲：CHAGE
6. HANG UP THE PHONE
作詞・作曲：ASKA
7. LOVE SONG
作詞・作曲：ASKA
8. はじまりはいつも雨
作詞・作曲：ASKA
9. 終章（エピローグ） 〜追想の主題
作詞：CHAGE・田北憲次　作曲：CHAGE
10. 男と女
作詞・作曲：ASKA
11. You are free
作詞・作曲：ASKA
12. RED HILL
作詞・作曲：ASKA
13. Mr. ASIA
作詞・作曲：ASKA
14. SAY YES
作詞・作曲：ASKA
15. Mr.Jの悲劇は岩より重い
作詞・作曲：CHAGE
16. 僕はこの瞳で嘘をつく
作詞・作曲：ASKA
17. YAH YAH YAH
作詞・作曲：ASKA
18. ロマンシング ヤード
作詞：秋谷銀四郎　作曲:CHAGE
19. WALK
作詞・作曲：ASKA
20. BIG TREE
作詞・作曲：ASKA
21. 〜Ending Movie〜